# Liste der Bodendenkmäler in Sielenbach
Auf dieser Seite sind die Bodendenkmäler in der schwäbischen Gemeinde Sielenbach zusammengestellt. Diese Tabelle ist eine Teilliste der Liste der Bodendenkmäler in Bayern. Grundlage ist die Bayerische Denkmalliste, die auf Basis des Bayerischen Denkmalschutzgesetzes vom 1. Oktober 1973 erstmals erstellt wurde und seither durch das Bayerische Landesamt für Denkmalpflege geführt wird. Die folgenden Angaben ersetzen nicht die rechtsverbindliche Auskunft der Denkmalschutzbehörde.

## Bodendenkmäler der Gemeinde Sielenbach

### Bodendenkmäler in der Gemarkung Klingen
| Lage               | Objekt                                              | Akten-Nr.     | Bild |
| ------------------ | --------------------------------------------------- | ------------- | ---- |
| Klingen (Standort) | Siedlung vor- und frühgeschichtlicher Zeitstellung. | D-7-7532-0067 |      |

### Bodendenkmäler in der Gemarkung Sielenbach
| Lage                                           | Objekt | Akten-Nr.     | Bild           |
| ---------------------------------------------- | --- | ------------- | -------------- |
| Sielenbach Aichacher Straße 1 (Standort)       | Mittelalterliche und frühneuzeitliche Befunde im Bereich der Katholischen Pfarrkirche St. Peter und Paul in Sielenbach.                                                                                                | D-7-7532-0224 | weitere Bilder |
| Sielenbach (Standort)                          | Freilandstation des Mesolithikums, Schlagplatz des Neolithikums, Siedlung vorgeschichtlicher Zeitstellung und der jüngeren Latènezeit. Siehe auch: Freilandstation, Mesolithikum, Schlagplatz, Neolithikum, Latènezeit | D-7-7533-0017 |                |
| Sielenbach (Standort)                          | Mittelalterlicher Wasserburgstall, frühneuzeitliches Wasserschloss. | D-7-7632-0001 |                |
| Sielenbach (Standort)                          | Siedlung des Jung- bis Endneolithikums. | D-7-7632-0092 |                |
| Sielenbach (Standort)                          | Siedlung der römischen Kaiserzeit. Siehe auch: Römische Kaiserzeit | D-7-7632-0108 |                |
| Sielenbach Maria-Birnbaum-Straße 53 (Standort) | Frühneuzeitliche Befunde im Bereich der Katholischen Wallfahrtskirche Maria Birnbaum. Siehe auch: Maria Birnbaum (Sielenbach)                                                                                          | D-7-7632-0192 | weitere Bilder |
| Sielenbach Martinstraße 5 (Standort)           | Mittelalterliche und frühneuzeitliche Befunde im Bereich der Katholischen Kirche St. Martin. | D-7-7633-0007 | weitere Bilder |

### Bodendenkmäler in der Gemarkung Tödtenried
| Lage                             | Objekt | Akten-Nr.     | Bild           |
| -------------------------------- | --- | ------------- | -------------- |
| Tödtenried (Standort)            | Siedlung der späten Bronzezeit und Urnenfelderzeit. Siehe auch: Bronzezeit, Urnenfelderzeit                                                               | D-7-7632-0016 |                |
| Tödtenried Pfarrweg 2 (Standort) | Mittelalterliche und frühneuzeitliche Befunde im Bereich der Katholischen Pfarrkirche St. Katharina in Tödtenried. Siehe auch: St. Katharina (Tödtenried) | D-7-7632-0194 | weitere Bilder |
| Tödtenried (Standort)            | Grabhügel vorgeschichtlicher Zeitstellung. Siehe auch: Hügelgrab                                                                                          | D-7-7633-0001 |                |
| Tödtenried (Standort)            | Ziegelei der römischen Kaiserzeit. Siehe auch: Ziegelei der römischen Kaiserzeit (Tödtenried)                                                             | D-7-7633-0002 |                |
| Tödtenried (Standort)            | Siedlung vorgeschichtlicher Zeitstellung. | D-7-7633-0006 |                |
| Tödtenried (Standort)            | Straße der römischen Kaiserzeit. | D-7-7633-0008 |                |